# Arter

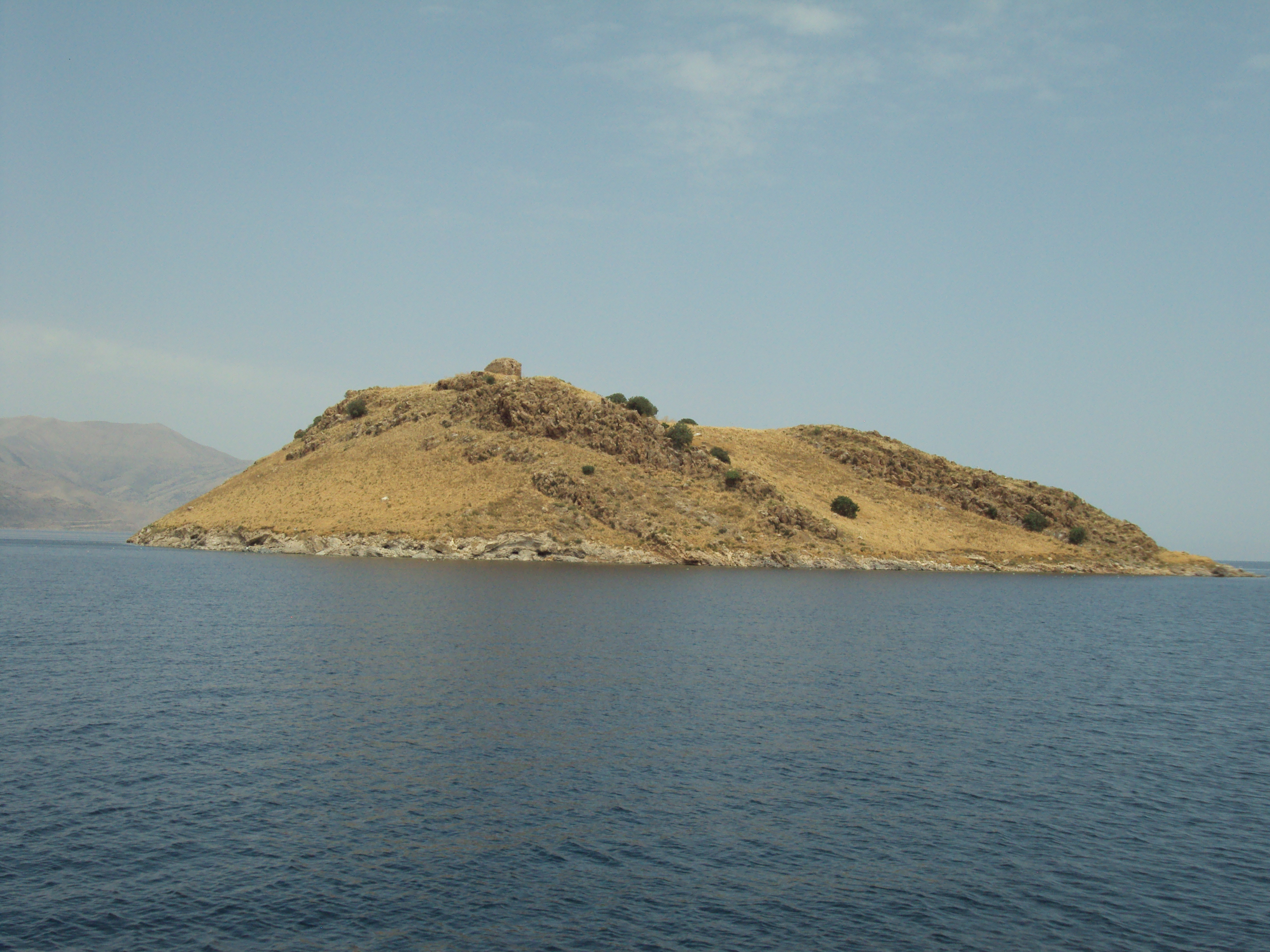
Arter

Arter, auch Kuş Adası (türkisch für „Vogelinsel“, armenisch Առտեր կղզի Arrter kghzi), ist eine kleine Insel im Vansee im Südosten der Türkei. Sie ist heute unbewohnt. Auf ihr finden sich die Ruinen des kleinen armenischen Klosters Arterivank, das vermutlich in frühchristlicher Zeit gegründet wurde. 
Das Kloster bestand unter anderem aus zwei Kirchen, die auf einer Anhöhe der Insel errichtet wurden. Eine der beiden Kirchen, die Muttergotteskirche (Surb Astvatsatsin) blieb als Ruine erhalten. Das langrechteckige Gebäude besteht aus einem tonnenüberwölbten Raum mit einer halbrunden Apsis. Die Decke ist im westlichen Bereich durch einen Gurtbogen verstärkt, der auf Pilastern ruht.
Im Westen angrenzend befanden sich weitere Gebäude des Klosters, wovon heute nur noch die Fundamente vorhanden sind. Die Bauwerke waren sehr einfach gehalten und bestanden aus behauenen Natursteinen.